# Stazione di Finchley Road & Frognal
La stazione di Finchley Road & Frognal è una stazione ferroviaria della ferrovia North London, ubicata nell'area di Frognal ad Hampstead, nel borgo londinese di Camden.

## Movimento
La stazione è servita dalla relazione Stratford-Richmond/Clapham Junction della London Overground, con treni operati da Arriva Rail London per conto di Transport for London.

## Servizi
- Biglietteria a sportello
- Biglietteria automatica
- Sala d'attesa

## Interscambi
La stazione consente l'interscambio con la stazione di Finchley Road delle linee Jubilee e Metropolitan della metropolitana di Londra.
Nelle vicinanze della stazione effettuano fermata alcune linee automobilistiche, gestite da London Buses.
- Stazione metropolitana (Finchley Road, linee Jubilee e Metropolitan)
- Fermata autobus